# Crying (lied van Roy Orbison)
Crying is een lied dat werd geschreven door Roy Orbison en Joe Melson. Orbison had er een grote hit mee toen hij het in 1961 voor het eerst uitbracht. Candy man stond in veel gevallen op de B-kant, maar ook soms op de A-kant. Tijdens een BBC radio interview op 2 februari 2008 zei de zangeres k.d. lang (de naam waaronder Kathryn Dawn Lang optreedt) dat Roy Orbison haar verteld had dat hij het liedje had geschreven nadat hij zijn ex-vriendin was tegen gekomen.
Hij bracht het later nog verschillende keren uit, zoals in 1965, 1970, 1976, 1980 en 1987. In 1961 verscheen het ook op zijn gelijknamige elpee Crying. Ook werd het een groot aantal malen door anderen gecoverd. Tussen 1980 en 1981 was het internationaal een grote hit voor Don McLean.
Het lied gaat over het verdriet na een verbroken liefdesrelatie. Het ging best goed met de ik-persoon in het liedje (I was all right for a while) tot hij zijn vroegere vriendin weer ontmoette (But when I saw you last night). Als zij dan zijn hand stevig vastpakt (You held my hand so tight), en vervolgens nonchalant “tot ziens” zegt, dan voelt hij weer de enorme pijn en het verdriet. Hij is verbaasd dat de aanraking van haar hand hem weer laat huilen (The touch of your hand can start me crying). Hij realiseert zich dat hij meer nog dan voorheen van haar houdt, maar het heeft geen zin, want zij houdt niet van hem (For you don’t love me). Dus zal hij altijd over haar blijven huilen (I’ll always be crying over you).

## Covers

### Nederland en België
Crying werd in de loop van de tijd vaak gecoverd. In Nederland was dat bijvoorbeeld door Gerard Joling (op zijn album Love is in your eyes, 1985) en Piet Veerman (In between, 1992) en in België Dana Winner (Unforgettable too, 2002) en Helmut Lotti (Pop classics in symphony, 2003). De versie van Piet Veerman belandde in 2013 in de Volendammer Top 1000, een eenmalige all-timelijst die door de luisteraars van 17 Noord-Hollandse radio- en televisiestations werd samengesteld.
Jan Rot zette hem in 1999 als In Tranen op zijn cd Meisjes, begeleid door muzikanten van De Dijk. Op zijn cd O ja! uit 2019 zong hij de eerdere basistrack opnieuw in met een meer precieze vertaling.

### Overige covers
- Bobby Vinton (1962)
- Waylon Jennings (1964)
- Jay & the Americans (1966)
- Floyd Cramer (1966)
- Glen Campbell (1967)
- Lynn Anderson (1967)
- Dottie West (1968)
- B.J. Thomas (1975)
- Don McLean (1980)
- Brotherhood of Man (1981)
- Hank Marvin (1993)
- Vonda Shepard (1999)
- Liza Minnelli (2002)
- The Morning Benders (2008)
- La India (2010).

## Hitnoteringen in Angelsaksische landen
| Jaar | Musicus             | Pieknotering | Belangrijkste hitlijst |
| ---- | ------------------- | ------------ | ---------------------- |
| 1961 | Roy Orbison         | 5            | VS (pop)               |
| 1961 | Roy Orbison         | 1            | Verenigd Koninkrijk    |
| 1966 | Jay & the Americans | 25           | VS (pop)               |
| 1970 | Arlene Harden       | 28           | VS (country)           |
| 1976 | Ronnie Milsap       | 79           | VS (country)           |
| 1980 | Stephanie Winslow   | 14           | VS (country)           |
| 1980 | Don McLean          | 5            | VS (pop)               |
| 1980 | Don McLean          | 1            | Verenigd Koninkrijk    |
| 1980 | Don McLean          | 11           | Nieuw-Zeeland          |
| 1987 | Roy Orbison         | 42           | VS (country)           |
| 1992 | Roy Orbison         | 13           | Verenigd Koninkrijk    |

## Hitnoteringen in Nederland en Vlaanderen (Don McLean)
In 1980 had Don McLean een hit met het nummer in verschillende landen, zoals in de Verenigde Staten, het Verenigd Koninkrijk en Nieuw-Zeeland (zie bovenstaand overzicht). Ook werd het een nummer 1-hit in zowel Nederland als Vlaanderen.
| Crying in de Nederlandse Top 40 van 19-01-1980 t/m 19-04-1980 | Crying in de Nederlandse Top 40 van 19-01-1980 t/m 19-04-1980 | Crying in de Nederlandse Top 40 van 19-01-1980 t/m 19-04-1980 | Crying in de Nederlandse Top 40 van 19-01-1980 t/m 19-04-1980 | Crying in de Nederlandse Top 40 van 19-01-1980 t/m 19-04-1980 | Crying in de Nederlandse Top 40 van 19-01-1980 t/m 19-04-1980 | Crying in de Nederlandse Top 40 van 19-01-1980 t/m 19-04-1980 | Crying in de Nederlandse Top 40 van 19-01-1980 t/m 19-04-1980 | Crying in de Nederlandse Top 40 van 19-01-1980 t/m 19-04-1980 | Crying in de Nederlandse Top 40 van 19-01-1980 t/m 19-04-1980 | Crying in de Nederlandse Top 40 van 19-01-1980 t/m 19-04-1980 | Crying in de Nederlandse Top 40 van 19-01-1980 t/m 19-04-1980 | Crying in de Nederlandse Top 40 van 19-01-1980 t/m 19-04-1980 | Crying in de Nederlandse Top 40 van 19-01-1980 t/m 19-04-1980 | Crying in de Nederlandse Top 40 van 19-01-1980 t/m 19-04-1980 |
| Week                                                          | 1                                                             | 2                                                             | 3                                                             | 4                                                             | 5                                                             | 6                                                             | 7                                                             | 8                                                             | 9                                                             | 10                                                            | 11                                                            | 12                                                            | 13                                                            |                                                               |
| ------------------------------------------------------------- | ------------------------------------------------------------- | ------------------------------------------------------------- | ------------------------------------------------------------- | ------------------------------------------------------------- | ------------------------------------------------------------- | ------------------------------------------------------------- | ------------------------------------------------------------- | ------------------------------------------------------------- | ------------------------------------------------------------- | ------------------------------------------------------------- | ------------------------------------------------------------- | ------------------------------------------------------------- | ------------------------------------------------------------- | ------------------------------------------------------------- |
| Positie                                                       | 34                                                            | 20                                                            | 14                                                            | 6                                                             | 5                                                             | 1                                                             | 1                                                             | 1                                                             | 1                                                             | 3                                                             | 10                                                            | 16                                                            | 32                                                            | uit                                                           |

| Crying in de Nederlandse Nationale Hitparade van 26-01-1980 t/m 26-04-1980 | Crying in de Nederlandse Nationale Hitparade van 26-01-1980 t/m 26-04-1980 | Crying in de Nederlandse Nationale Hitparade van 26-01-1980 t/m 26-04-1980 | Crying in de Nederlandse Nationale Hitparade van 26-01-1980 t/m 26-04-1980 | Crying in de Nederlandse Nationale Hitparade van 26-01-1980 t/m 26-04-1980 | Crying in de Nederlandse Nationale Hitparade van 26-01-1980 t/m 26-04-1980 | Crying in de Nederlandse Nationale Hitparade van 26-01-1980 t/m 26-04-1980 | Crying in de Nederlandse Nationale Hitparade van 26-01-1980 t/m 26-04-1980 | Crying in de Nederlandse Nationale Hitparade van 26-01-1980 t/m 26-04-1980 | Crying in de Nederlandse Nationale Hitparade van 26-01-1980 t/m 26-04-1980 | Crying in de Nederlandse Nationale Hitparade van 26-01-1980 t/m 26-04-1980 | Crying in de Nederlandse Nationale Hitparade van 26-01-1980 t/m 26-04-1980 | Crying in de Nederlandse Nationale Hitparade van 26-01-1980 t/m 26-04-1980 | Crying in de Nederlandse Nationale Hitparade van 26-01-1980 t/m 26-04-1980 | Crying in de Nederlandse Nationale Hitparade van 26-01-1980 t/m 26-04-1980 | Crying in de Nederlandse Nationale Hitparade van 26-01-1980 t/m 26-04-1980 |
| Week                                                                       | 1                                                                          | 2                                                                          | 3                                                                          | 4                                                                          | 5                                                                          | 6                                                                          | 7                                                                          | 8                                                                          | 9                                                                          | 10                                                                         | 11                                                                         | 12                                                                         | 13                                                                         | 14                                                                         |                                                                            |
| -------------------------------------------------------------------------- | -------------------------------------------------------------------------- | -------------------------------------------------------------------------- | -------------------------------------------------------------------------- | -------------------------------------------------------------------------- | -------------------------------------------------------------------------- | -------------------------------------------------------------------------- | -------------------------------------------------------------------------- | -------------------------------------------------------------------------- | -------------------------------------------------------------------------- | -------------------------------------------------------------------------- | -------------------------------------------------------------------------- | -------------------------------------------------------------------------- | -------------------------------------------------------------------------- | -------------------------------------------------------------------------- | -------------------------------------------------------------------------- |
| Positie                                                                    | 31                                                                         | 22                                                                         | 8                                                                          | 6                                                                          | 2                                                                          | 5                                                                          | 2                                                                          | 1                                                                          | 1                                                                          | 9                                                                          | 9                                                                          | 25                                                                         | 27                                                                         | 40                                                                         | uit                                                                        |

| Crying in de Vlaamse Ultratop 30 van 29-03-1980 t/m 14-06-1980 | Crying in de Vlaamse Ultratop 30 van 29-03-1980 t/m 14-06-1980 | Crying in de Vlaamse Ultratop 30 van 29-03-1980 t/m 14-06-1980 | Crying in de Vlaamse Ultratop 30 van 29-03-1980 t/m 14-06-1980 | Crying in de Vlaamse Ultratop 30 van 29-03-1980 t/m 14-06-1980 | Crying in de Vlaamse Ultratop 30 van 29-03-1980 t/m 14-06-1980 | Crying in de Vlaamse Ultratop 30 van 29-03-1980 t/m 14-06-1980 | Crying in de Vlaamse Ultratop 30 van 29-03-1980 t/m 14-06-1980 | Crying in de Vlaamse Ultratop 30 van 29-03-1980 t/m 14-06-1980 | Crying in de Vlaamse Ultratop 30 van 29-03-1980 t/m 14-06-1980 | Crying in de Vlaamse Ultratop 30 van 29-03-1980 t/m 14-06-1980 | Crying in de Vlaamse Ultratop 30 van 29-03-1980 t/m 14-06-1980 | Crying in de Vlaamse Ultratop 30 van 29-03-1980 t/m 14-06-1980 | Crying in de Vlaamse Ultratop 30 van 29-03-1980 t/m 14-06-1980 | Crying in de Vlaamse Ultratop 30 van 29-03-1980 t/m 14-06-1980 | Crying in de Vlaamse Ultratop 30 van 29-03-1980 t/m 14-06-1980 | Crying in de Vlaamse Ultratop 30 van 29-03-1980 t/m 14-06-1980 |
| Week                                                           | 1                                                              | 2                                                              | 3                                                              | 4                                                              | 5                                                              | 6                                                              | 7                                                              | 8                                                              | 9                                                              | 10                                                             | 11                                                             | 12                                                             | 13                                                             | 14                                                             | 15                                                             |                                                                |
| -------------------------------------------------------------- | -------------------------------------------------------------- | -------------------------------------------------------------- | -------------------------------------------------------------- | -------------------------------------------------------------- | -------------------------------------------------------------- | -------------------------------------------------------------- | -------------------------------------------------------------- | -------------------------------------------------------------- | -------------------------------------------------------------- | -------------------------------------------------------------- | -------------------------------------------------------------- | -------------------------------------------------------------- | -------------------------------------------------------------- | -------------------------------------------------------------- | -------------------------------------------------------------- | -------------------------------------------------------------- |
| Positie                                                        | 26                                                             | 13                                                             | 9                                                              | 5                                                              | 3                                                              | 3                                                              | 2                                                              | 2                                                              | 1                                                              | 1                                                              | 2                                                              | 6                                                              | 10                                                             | 19                                                             | 28                                                             | uit                                                            |

| Crying in de Vlaamse VRT Top 30 binnen: 03-05-1980 | Crying in de Vlaamse VRT Top 30 binnen: 03-05-1980 | Crying in de Vlaamse VRT Top 30 binnen: 03-05-1980 | Crying in de Vlaamse VRT Top 30 binnen: 03-05-1980 | Crying in de Vlaamse VRT Top 30 binnen: 03-05-1980 | Crying in de Vlaamse VRT Top 30 binnen: 03-05-1980 | Crying in de Vlaamse VRT Top 30 binnen: 03-05-1980 | Crying in de Vlaamse VRT Top 30 binnen: 03-05-1980 | Crying in de Vlaamse VRT Top 30 binnen: 03-05-1980 | Crying in de Vlaamse VRT Top 30 binnen: 03-05-1980 | Crying in de Vlaamse VRT Top 30 binnen: 03-05-1980 | Crying in de Vlaamse VRT Top 30 binnen: 03-05-1980 | Crying in de Vlaamse VRT Top 30 binnen: 03-05-1980 | Crying in de Vlaamse VRT Top 30 binnen: 03-05-1980 | Crying in de Vlaamse VRT Top 30 binnen: 03-05-1980 |
| Week                                               | 1                                                  | 2                                                  | 3                                                  | 4                                                  | 5                                                  | 6                                                  | 7                                                  | 8                                                  | 9                                                  | 10                                                 | 11                                                 | 12                                                 | 13                                                 |                                                    |
| -------------------------------------------------- | -------------------------------------------------- | -------------------------------------------------- | -------------------------------------------------- | -------------------------------------------------- | -------------------------------------------------- | -------------------------------------------------- | -------------------------------------------------- | -------------------------------------------------- | -------------------------------------------------- | -------------------------------------------------- | -------------------------------------------------- | -------------------------------------------------- | -------------------------------------------------- | -------------------------------------------------- |
| Positie:                                           | 27                                                 | 13                                                 | 7                                                  | 4                                                  | 2                                                  | 4                                                  | 1                                                  | 1                                                  | 1                                                  | 2                                                  | 4                                                  | 12                                                 | 20                                                 | uit                                                |

### NPO Radio 2 Top 2000
| Nummer met noteringen in de NPO Radio 2 Top 2000 | '00  | '01  | '02  | '03  | '04  | '05  | '06  | '07  | '08  |
| ------------------------------------------------ | ---- | ---- | ---- | ---- | ---- | ---- | ---- | ---- | ---- |
| Crying                                           | 1205 | 1517 | 1841 | 1475 | 1755 | 1665 | 1809 | 1898 | 1707 |

1. ↑  Een vetgedrukt getal geeft de hoogste notering aan.
2. ↑  2000 was het eerste jaar met een notering voor dit nummer.
3. ↑  Deze tabel is bijgewerkt tot en met de laatste editie (2024).

### Evergreen Top 1000
| Evergreen Top 1000 "Crying" | Evergreen Top 1000 "Crying" | Evergreen Top 1000 "Crying" | Evergreen Top 1000 "Crying" | Evergreen Top 1000 "Crying" | Evergreen Top 1000 "Crying" | Evergreen Top 1000 "Crying" | Evergreen Top 1000 "Crying" | Evergreen Top 1000 "Crying" | Evergreen Top 1000 "Crying" | Evergreen Top 1000 "Crying" | Evergreen Top 1000 "Crying" | Evergreen Top 1000 "Crying" | Evergreen Top 1000 "Crying" | Evergreen Top 1000 "Crying" | Evergreen Top 1000 "Crying" |
| Jaar                        | 2008                        | 2009                        | 2010                        | 2011                        | 2012                        | 2013                        | 2014                        | 2015                        | 2016                        | 2017                        | 2018                        | 2019                        | 2020                        | 2021                        | 2022                        |
| --------------------------- | --------------------------- | --------------------------- | --------------------------- | --------------------------- | --------------------------- | --------------------------- | --------------------------- | --------------------------- | --------------------------- | --------------------------- | --------------------------- | --------------------------- | --------------------------- | --------------------------- | --------------------------- |
| Positie                     | 246                         | 362                         | 145                         | 149                         | 177                         | 105                         | 315                         | 453                         | 334                         | 461                         | 374                         | 637                         | 376                         | 503                         | 577                         |